# Trubnyj (obwód astrachański)
Trubnyj (ros. Трубный) – osiedle w Rosji, w obwodzie astrachańskim, w rejonie wołodarskim. W 2010 liczyło 715 mieszkańców, głównie Kazachów.